# Chevrolet Stylemaster
Chevrolet Stylemaster – samochód osobowy klasy pełnowymiarowej produkowany pod amerykańską marką Chevrolet w latach 1945–1948. Produkowano je w ramach trzech lat modelowych, począwszy od modelu 1946 roku, różniących się głównie wyglądem atrapy chłodnicy. Napędzany był silnikiem R6 o pojemności 3,5 l. Na rynku amerykańskim należał do najtańszego popularnego segmentu. Wyprodukowano na rynek amerykański ponad 500 tysięcy sztuk. Produkowano je ponadto w Australii i Belgii.

## Historia i opis modelu

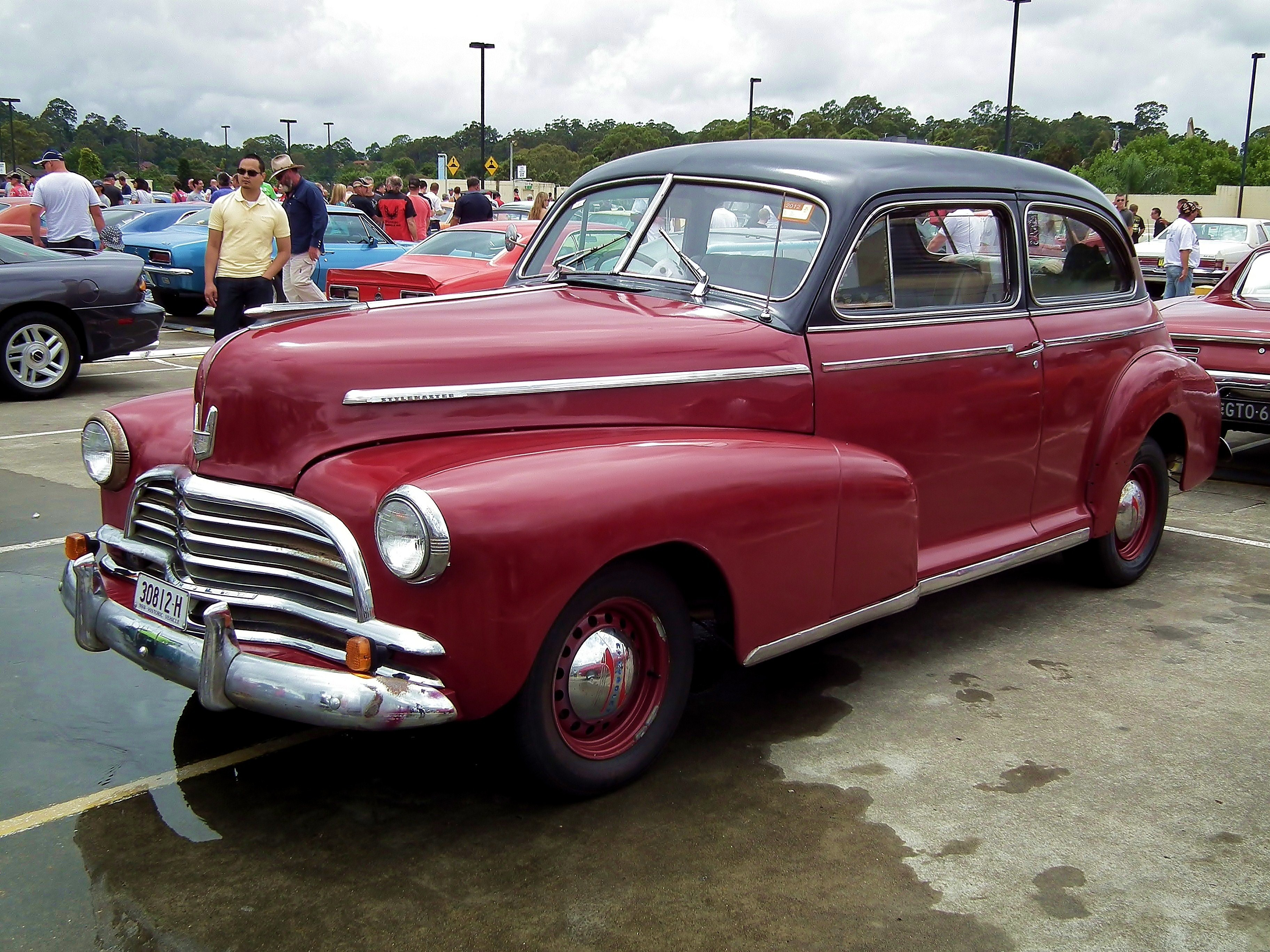
Chevrolet Stylemaster sedan 2-d z 1946

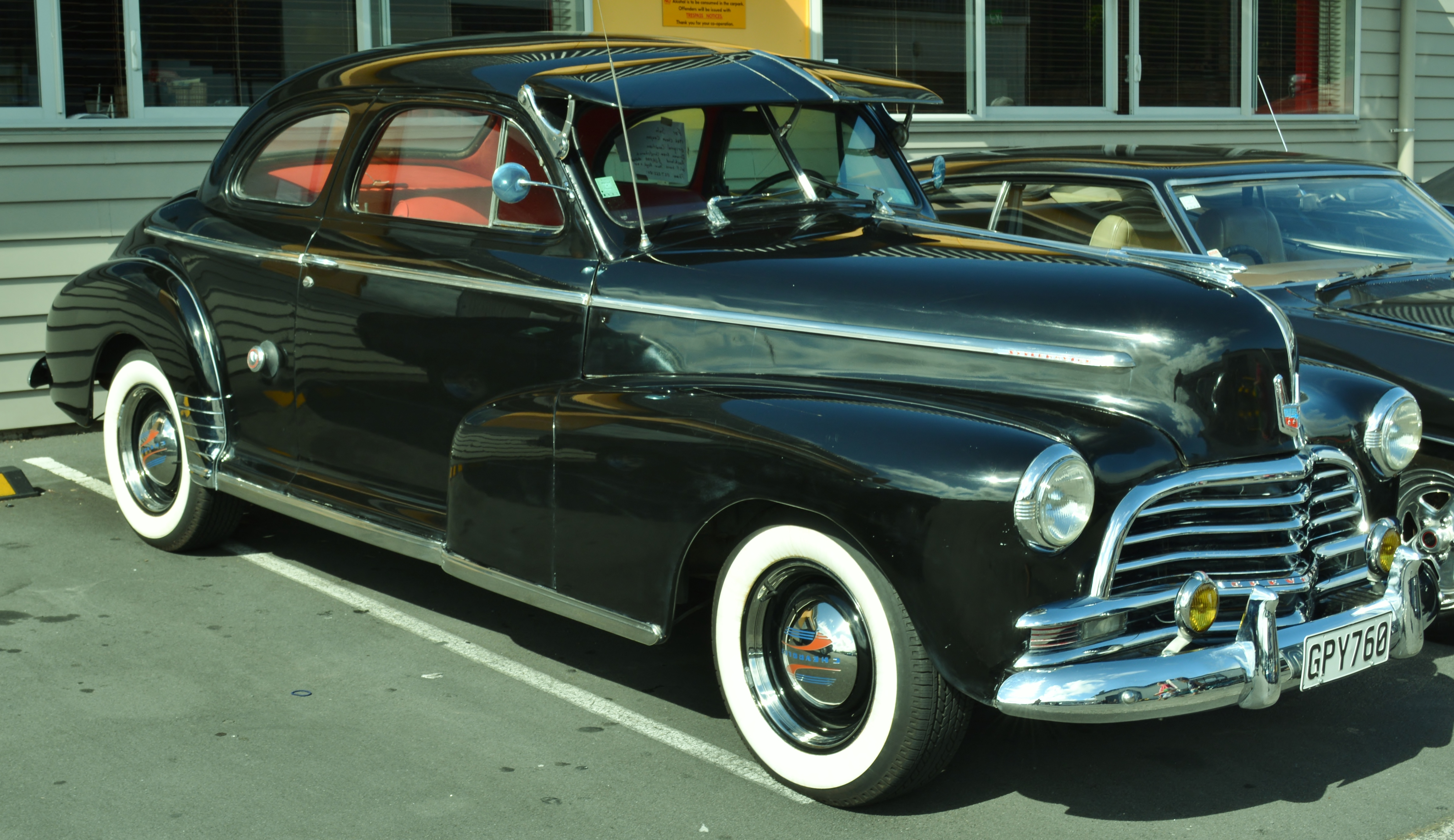
Chevrolet Stylemaster coupe z 1946

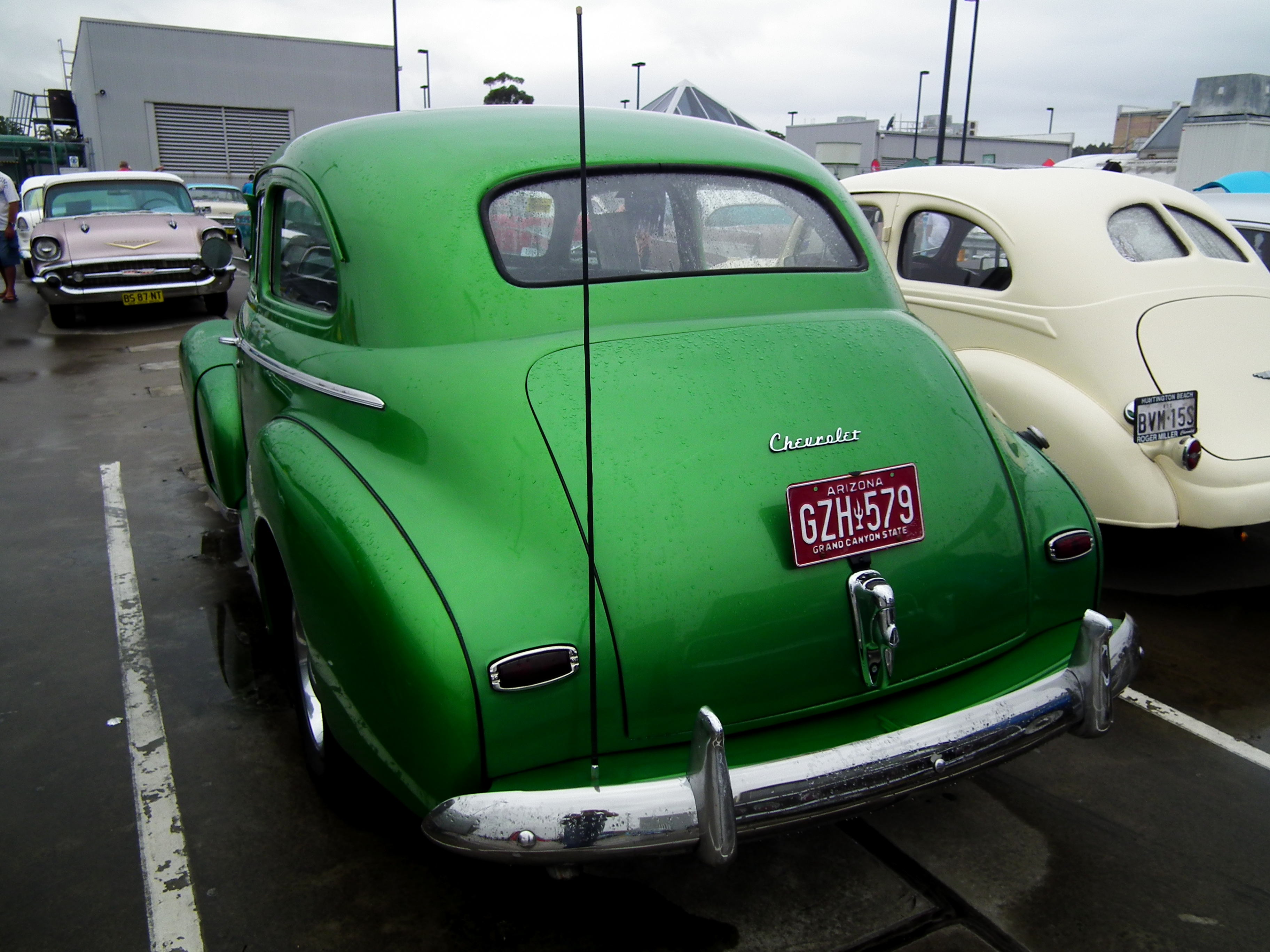
Chevrolet Stylemaster sedan 2-d z 1946 – tył

### Model 1946
Nazwa modelu Stylemaster została po raz pierwszy użyta przez Chevroleta po wznowieniu produkcji samochodów po II wojnie światowej dla podstawowego z dwóch produkowanych wówczas modeli samochodów, będącego następcą modelu Master DeLuxe. Oba produkowane modele, Stylemaster i droższy Fleetmaster, typowo dla tamtych czasów oparte były na takiej samej konstrukcji nadwozia A koncernu General Motors (A body) i nie różniły się wielkością ani silnikiem, a jedynie wykończeniem i wersjami nadwoziowymi. Samochody Chevroleta z rocznika 1946 powtarzały z niewielkimi zmianami przedwojenny model z 1942 roku, oparty na konstrukcji, która zadebiutowała w 1941 roku modelowym. Model Stylemaster, o kodzie fabrycznym DJ, zaprezentowany został jako pierwszy, już 3 października 1945 roku. Rozwinięcie produkcji utrudnił jednak początkowo trwający od 21 listopada do 13 marca 1946 roku strajk pracowników General Motors.
Samochód miał typowe przedwojenne linie nadwozia, z wyodrębnionymi błotnikami i silnie wystającym wąskim nosem maski, aczkolwiek zgodnie z ostatnią modą przełomu lat 30/40. błotniki były masywne, opływowo wydłużone, płynnie łączące się z maską. Już w 1941 roku zastosowano progi nowocześnie zakryte dolną częścią drzwi. Tak jak w modelu 1942 roku, tylna część długich wystających błotników przednich zachodziła na drzwi i otwierała się razem z nimi. W stosunku do poprzedniego modelu zmianę stanowiła głównie szeroka, prosta w formie, lecz elegancka atrapa chłodnicy, którą tworzyły cztery chromowane poziome poprzeczki w obramowaniu zagiętym w dół po obu stronach w formie zaokrąglonego trapezu. Dolna poprzeczka była dłuższa i wraz z równoległym dolnym obramowaniem atrapy obejmowała na końcach prostokątne światła parkingowe. Na dolnej poprzeczce był wytłoczony napis „Chevrolet”. Na nosie maski była zmieniona ozdoba i emblemat firmowy, z charakterystycznymi dla tego rocznika skrzydełkami skierowanymi do góry. Przez całą długość nadwozia na poziomie klamek poprowadzona była dekoracyjna listwa stalowa, z nazwą modelu w przedniej części. Przemodelowano również zderzaki, które były szersze i lekko zachodzące na boki. Droższy jedynie o 75 dolarów model Fleetmaster różnił się od modelu Stylemaster lepszym wykończeniem i wyposażeniem m.in. w zegar, zapalniczkę, przednie podłokietniki i osłonę przeciwsłoneczną także dla pasażera.
Chevrolet Stylemaster był produkowany jako sedan dwudrzwiowy (nazwany Town Sedan) lub czterodrzwiowy (Sport Sedan) oraz dwudrzwiowe coupé, wszystkie z nadwoziem notchback. Sedan był sześciomiejscowy, a coupé miało odmianę pięciomiejscową Sport Coupe oraz dwumiejscową Business Coupe (przewidzianą szczególnie dla przedstawicieli handlowych). Produkowane były w fabrykach Chevroleta w Atlancie, Baltimore, Buffalo, Flint, Janesville, Kansas City, Norwood, Oakland, Saint Louis i Tarrytown. Poza USA samochody Chevrolet były również montowane w Antwerpii w Belgii.
Samochód był napędzany przez silnik rzędowy 6-cylindrowy górnozaworowy OHV Thrift-Master o pojemności skokowej 216,5 in³ (3,5 l), z jednogardzielowym gaźnikiem, rozwijający moc brutto 90 KM. Napęd przenoszony był na koła tylne przez trzybiegową skrzynię mechaniczną. Opony miały rozmiar 6×16 cali. Rozstaw osi wynosił 116 cali (2946 mm). Koło zapasowe przewożono pionowo w bagażniku.
Ceny bazowe wynosiły od 1098 dolarów za Business Coupe, będące najtańszym samochodem w gamie Chevroleta, do 1205 dolarów za 4-drzwiowy Sport Sedan. Wyprodukowano w pierwszym roku na rynek USA 169 963 sztuki odmian osobowych, w tym najwięcej czterodrzwiowych sedanów (75 349), a najmniej Business Coupe (14 267). Chevrolet Stylemaster plasował się w najtańszym popularnym segmencie rynku amerykańskiego, konkurując bezpośrednio z samochodami takimi jak Ford De Luxe, Plymouth DeLuxe i początkowo Studebaker Champion. W pierwszym powojennym roku Chevrolet nie zdołał jednak pokonać Forda, zajmując drugie miejsce na rynku, częściowo z powodu strajku pracowników.
Osobno w stosunku do modeli osobowych produkowano dostawczy zamknięty furgon Sedan Delivery Wagon. Nadwozie kombi było zaś dostępne tylko w modelu Fleetmaster.

### Model 1947
W styczniu 1947 roku przeprowadzono ograniczony lifting samochodu. Zmianie uległa przede wszystkim atrapa chłodnicy z trzema poziomymi poprzeczkami wewnątrz, które teraz na szerokość wychodziły poza obramowanie. Pod dolną najdłuższą poprzeczką nadal znajdowały się po bokach prostokątne światła parkingowe. Wytłoczony napis „Chevrolet” umieszczono natomiast na pogrubionym górnym obramowaniu, odpowiadającym stylem poprzeczkom. Zmieniono styl emblematu na masce, z pionowego na poziomy, ze znakiem firmowym Chevroleta na czerwonej tarczy herbowej. Zrezygnowano z bocznej listwy ozdobnej, zastępując ją przez cienką listewkę ze stali nierdzewnej podkreślającą linię okien. Nazwa modelu została natomiast umieszczona na metalowej plakietce ozdobnej w kształcie ostrza włóczni po bokach tylnej części maski. Wersje nadwoziowe i napęd pozostały takie same, natomiast ulepszono w podwoziu przednie amortyzatory ramieniowe.
Ceny wzrosły o ok. 6%, wynosząc od 1160 dolarów za Business Coupe do 1276 za 4-drzwiowy sedan. Tegoroczne modele Stylemaster miały kod fabryczny EJ. Samochody były sprzedawane od lutego 1947 roku. Wyprodukowano na rynek USA 193 021 samochody Stylemaster, w tym najwięcej – 88 534 dwudrzwiowych sedanów i ponad dwa razy mniej 4-drzwiowych. Stanowiło to ok. 29% produkcji Chevroleta, który wyprzedził Forda w rocznej sprzedaży.

### Model 1948
W styczniu 1948 roku ponownie nieznacznie zmieniono stylistykę, przede wszystkim przez dodanie pionowego centralnego żebra na atrapie chłodnicy. Nieco zmieniono też emblemat i ozdobę na masce. Wersje nadwoziowe i napęd pozostały takie same. 
Ceny wzrosły o ok. 8%, wynosząc od 1244 dolarów za Business Coupe do 1371 dolarów za 4-drzwiowy sedan. Stylemaster nosił w tym roku kod fabryczny FJ. Samochody były sprzedawane od lutego 1948 roku. Wyprodukowano 171 593 samochodów osobowych Stylemaster 1948 rocznika, w tym ponownie najwięcej dwudrzwiowych sedanów (70 228). Chevrolet powtórnie zajął pierwsze miejsce pod względem sprzedaży na rynku amerykańskim, przy czym Stylemaster stanowił 24% produkcji. Już w czerwcu 1948 roku konkurencyjny Ford zaprezentował pierwszy nowo skonstruowany powojenny model 1949 roku. Mimo to, wycofywany już z produkcji Chevrolet Stylemaster został doceniony jesienią 1948 roku przez magazyn „Consumer Reports” jako najlepsza propozycja do kupienia w tanim segmencie rynku na 1949 rok.
W grudniu 1948 roku także Chevrolet wprowadził swoje nowe modele 1949 roku, zastępując nazwę tańszego modelu Stylemaster przez oznaczenie Special (z odmianami wyposażenia Styleline i Fleetline).

### Produkcja w Australii
Chevrolet Stylemaster był produkowany także w zakładach Holden w Australii. Ponieważ jednak Holden wykorzystywał posiadane oprzyrządowanie do produkcji starszego modelu Chevroleta, australijski Stylemaster sedan różnił się starszym nadwoziem z tylnymi drzwiami zawieszonymi na tylnej krawędzi i otwieranymi do tyłu oraz większym bagażnikiem. Atrapy chłodnicy i ozdoby na australijskich samochodach odpowiadały natomiast modelom amerykańskim z odpowiednich lat. W Australii produkowano również wariant typowy tylko dla tamtego rynku: pick-up o charakterze sportowym Coupe Utility  w latach modelowych: 1946, 1947 i 1948.

## Dane techniczne
| Model 1947                        | Model 1947                                                                                                 |
| --------------------------------- | --- |
| Wymiary:                          | |
| • Rozstaw osi:                    | 2946 mm (116″)                                                                                             |
| • Długość:                        | 5023 mm (197¾″)                                                                                            |
| • Szerokość:                      | 1864 mm (73,4″)                                                                                            |
| • Wysokość:                       | 1679 mm (66,1″)                                                                                            |
| • Masa własna:                    | 1384 – 1420 kg                                                                                             |
| • Rozstaw kół:                    | 1463 mm przód, 1524 tył                                                                                    |
| Napęd:                            | |
| • Silnik:                         | gaźnikowy, R6, górnozaworowy OHV, chłodzony cieczą, umieszczony podłużnie z przodu, napędzający koła tylne |
| • Pojemność skokowa:              | 3548 cm³ (216,5 cali sześciennych)                                                                         |
| • Średnica cylindra × skok tłoka: | 89 × 95 mm (3½″ × 3¾″)                                                                                     |
| • Moc maksymalna:                 | 90 KM przy 3300 obr./min (brutto)                                                                          |
| • Stopień sprężania:              | 6,5:1 |
| • Układ zasilania:                | gaźnik Carter jednogardzielowy                                                                             |
| • Skrzynia przekładniowa:         | mechaniczna 3-biegowa                                                                                      |
| • Sprzęgło:                       | |
| • Przekładnia główna:             | hipoidalna, o przełożeniu 4,11:1                                                                           |
| • Instalacja elektryczna:         | 6 V |
| Układ jezdny:                     | |
| • Podwozie:                       | spawana rama nośna o przekroju skrzynkowym                                                                 |
| • Zawieszenie przednie:           | niezależne, resorowane sprężynami, ramieniowe amortyzatory hydrauliczne                                    |
| • Zawieszenie tylne:              | sztywna oś na podłużnych resorach półeliptycznych, ramieniowe amortyzatory hydrauliczne                    |
| • Hamulce:                        | przednie i tylne bębnowe o średnicy 279 mm                                                                 |
| • Ogumienie:                      | diagonalne o wymiarach 6×16″                                                                               |
| Dane eksploatacyjne:              | |
| • Zbiornik paliwa:                | 61 l (16 galonów)                                                                                          |
| • Pojemność bagażnika:            | 481 l (17 stóp sześciennych)                                                                               |